# Landsat

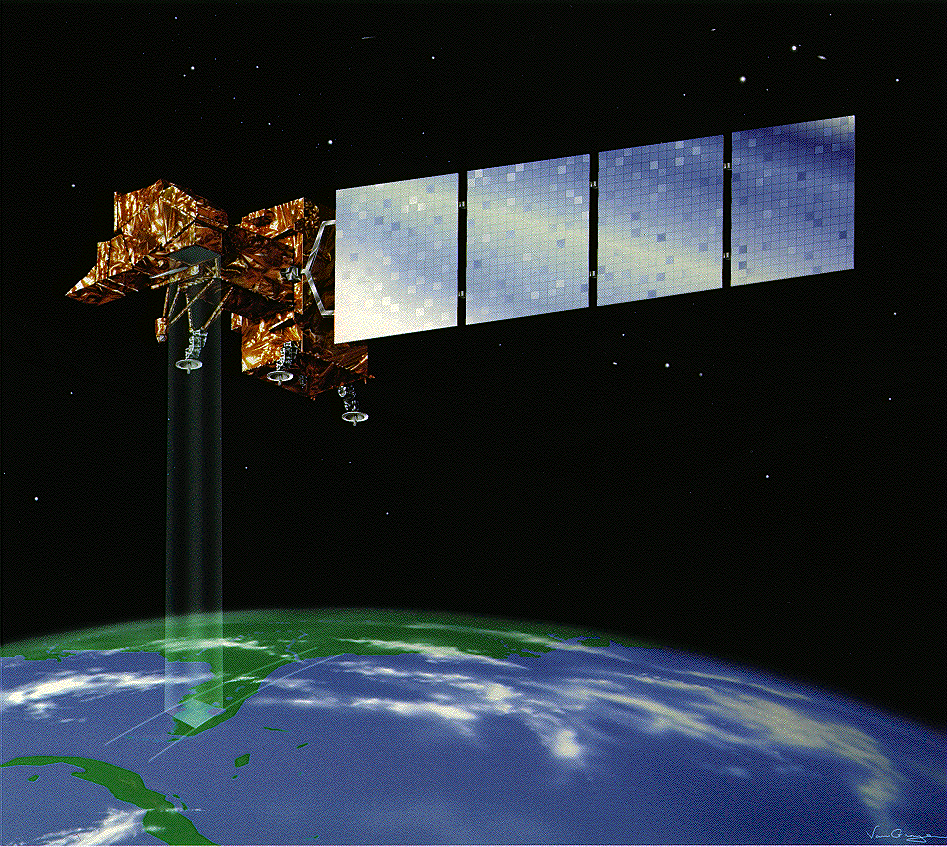
Landsat-7

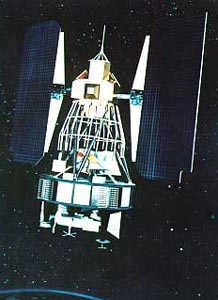
Landsat-1

Landsat è una costellazione di satelliti per telerilevamento che osservano la Terra: i dati da loro collezionati sono stati usati per oltre 30 anni per studiare l'ambiente, le risorse, e i cambiamenti naturali e artificiali avvenuti sulla superficie terrestre.

## Descrizione
La messa in orbita dei satelliti Landsat ha iniziato l'era delle osservazioni della terra per motivi non-militari. Questi satelliti furono i capostipiti dei satelliti per telerilevamento. Oggi molti dati vengono collezionati con la metodologia usata dai satelliti Landsat da una parte sostanziale di sistemi satellitari costruiti da varie nazioni e imprese commerciali, ma i dati Landsat sono lo standard per le osservazioni terrestri e Landsat è l'unico sistema, di tale tipo, che colleziona, archivia e distribuisce dati per tutta la superficie terrestre.
Il satellite fu messo in orbita con il nome di ERTS1 (Earth Resources Technology Satellite) ma poi modificato in Landsat-1.
Il primo satellite Landsat fu messo in orbita il 23 luglio 1972. Questo satellite era equipaggiato con due strumenti per le osservazioni:
- Un RBV (Return Beam Vidicon - ovvero una telecamera con trisolfuro di antimonio come materiale target);
- Un Multi-Spectral Scanner o MSS (sistema di scanner multispettrale).

Il satellite Landsat-1 fu chiamato Earth Resources Technology Satellite (ERTS-1), a cui seguirono altri 7
lanci per un totale di 8 satelliti. Landsat-6 sfortunatamente fallì la messa in orbita.
I satelliti Landsat-4 e Landsat-5 furono equipaggiati con un MSS e un MSS potenziato che prende il nome di Thematic Mapper (TM).
Il Landsat-6 equipaggiava un Enhanced Thematic Mapper (ETM), e il Landsat-7 porta in dote un successivo step che prende il nome di ETM+.
La risoluzione spaziale del Landsat-7 in è in pancromatico di 15 metri.
L'11 febbraio 2013 viene lanciato il Landsat-8 OLI (Operational Land Imager) e TIRS (Thermal Infrared Sensor), il quale presenta 11 bande con l'aggiunta di una prima banda dell'ultra-blu (0.43-0.45 micrometri), una banda 9 utile per la visualizzazione delle nubi (1.36-1-38 micrometri) e la banda del termico viene scissa in due separate bande TIR1 (10.60-11.19 micrometri) e TIR2 (11.50-12.51 micrometri) con risoluzione a 100 metri.

## Cronologia dei satelliti
| Satellite | Foto      | Lanciato          | Fine delle attività | Durata                      | Note |
| --------- | --------- | ----------------- | ------------------- | --------------------------- | --- |
| Landsat 1 | Landsat 1 | July 23, 1972     | January 6, 1978     | 2 anni, 11 mesi e 15 giorni | Originariamente chiamato Earth Resources Technology Satellite 1.                                                                                          |
| Landsat 2 | Landsat 2 | 22 gennaio 1975   | 25 febbraio 1982    | 2 anni, 10 mesi e 17 giorni | copia quasi identica di Landsat 1 |
| Landsat 3 | Landsat 3 | 5 marzo 1978      | 31 marzo 1983       | 5 anni e 26 giorni          | copia quasi identica di Landsat 1 e Landsat 2 |
| Landsat 4 | Landsat 4 | 16 luglio 1982    | 14 dicembre 1993    |                             | |
| Landsat 5 | Landsat 5 | 1º marzo 1984     | 5 giugno 2013       | 29 anni, 3 mesi e 4 giorni  | copia quasi identica di Landsat 4. |
| Landsat 6 | Landsat 6 | 5 ottobre 1993    | 5 ottobre 1993      | 0 giorni                    | fallito per raggiungere l'orbita. |
| Landsat 7 | Landsat 7 | 15 aprile 1999    | ancora attivo       | 20 anni, 4 mesi e 27 giorni | Operando con scansione Line Corrector disabilitata dal maggio 2003.                                                                                       |
| Landsat 8 | Landsat 8 | 11 febbraio 2013  | ancora attivo       | 6 anni e 7 mesi             | originariamente chiamato Landsat Data Continuity Mission dal lancio fino al 30 maggio 2013, quando la NASA ha ceduto il controllo del satellite all'USGS. |
| Landsat 9 | Landsat 9 | 27 Settembre 2021 | ancora attivo       |                             | |

Timeline